# Zea perennis
Zea perennis (syn. Euchlaena perennis) je druh jednoděložné rostliny z čeledi lipnicovité (Poaceae). Jedná se o jeden z planých druhů kukuřic, nazývané teosinte (množné číslo teosintes), počeštěně teosint, teosinty. Tento druh je nazýván Perennial teosinte.

## Popis
Jedná se o vytrvalou rostlinu, dorůstající výšek 100–200 cm. Listy jsou střídavé, přisedlé s listovými pochvami, jazýček je membránovitý. Čepele listů jsou asi 20–40 cm dlouhé a 1–3 cm široké. Je to jednodomá rostlina, ale na rozdíl od většiny trav jsou květy jednopohlavné, oddělené do samostatných samičích a samčích květenství. Samčí květenství tvoří vrcholovou latu klásků. Někdy je toto květenství interpretováno jako složené z několika hroznů klásků, které vyrážejí z hlavní osy. Samčí klásky jsou uspořádány po 2. Každý samčí klásek obsahuje 2 květy, na bázi klásku jsou 2 křídlaté plevy a nad nimi plucha. Tyčinky jsou 3.
Samičí květenství vyrůstají z paždí listu, je celé zakryté pochvami listenů, na vrcholu vyčnívají čnělky s rozeklanými bliznami. Samičí klas (klásků) nebo hrozen (klásků) (záleží na interpretaci) je bilaterální a mnohem chudší než u běžně známých pěstovaných odrůd kukuřice seté. Je asi 4–8 cm dlouhý a jen 4–6 mm široký a obsahuje pouze 5–10 klásků. Samičí klásky jsou po dvojicích stejně jako samčí. Dolní květ je však sterilní, pouze horní květ je fertilní a vyvíjí se z něho obilka, proto z jednoho klásku se vyvine pouze jedna obilka. Na bázi klásku jsou 2 nestejné plevy, nad ní je membránovitá plucha a pluška, u sterilních květů pluška někdy chybí. Blizny jsou 2. Plodem je obilka. Jedná se o teraploidaa, počet chromozómů: 2n=40.

## Rozšíření
Druh roste přirozeně v Mexiku, a to v oblasti Jalisco, na severním úpatí Volcán de Colima. Rostlina už byla popsána roku 1922 jako Euchlaena perennis Hitchc.Byla také pokusně pěstována kolem roku 1951 v USA, na ostrově James Island v Jižní Karolíně a populace tam snad nějakou dobu přetrvávala.